# Patxi Freytez
Francisco Freytez Pérez (Pamplona, 10 de enero de 1967), más conocido como Patxi Freytez, es un actor español. Aunque nacido en Navarra, desde pequeño fijó su residencia en Logroño (La Rioja). Alcanzó la popularidad gracias a su papel de Mikel Miralles en la serie española El comisario.

## Biografía
Patxi Freytez dio sus primeros pasos en las artes escénicas en Logroño, cuando con 16 años se unió a un grupo de teatro escolar del Colegio Nuestra Señora del Buen Consejo (Agustinas) de la capital riojana. Al acabar sus estudios secundarios se trasladó a Madrid, donde prosiguió su formación para convertirse en actor, compaginando sus estudios con su participación en montajes de pequeños grupos teatrales de la capital. 
Su primer contacto con el cine, que supuso su primera oportunidad de darse a conocer en el panorama nacional e internacional, surgió gracias al papel protagonista en la película A los que aman de Isabel Coixet en 1998. Pero la popularidad la lograría al año siguiente, cuando consiguió el papel de Jero en la serie de televisión Ellas son así, donde compartió protagonismo con actores de la talla de Santiago Ramos, Maribel Verdú, María Adánez o María Barranco, entre otros. Al año siguiente, el empujón definitivo se lo dio Pedro Almodóvar, al darle un pequeño papel en la galardonada Todo sobre mi madre. 
Uno de sus papeles más recientes ha sido el del sargento Delgado en la miniserie emitida por Telecinco El padre de Caín.

## Filmografía

### Televisión

#### Series
| Año/s       | Serie                          | Personaje                   | Cadena                  | Notas         |
| ----------- | ------------------------------ | --------------------------- | ----------------------- | ------------- |
| 1998 - 1999 | Ellas son así                  | Jerónimo "Jero"             | Telecinco               | 22 episodios  |
| 2000 - 2009 | El comisario                   | Mikel Miralles              | Telecinco               | 147 episodios |
| 2001        | Año cero (ciudad muy caliente) |                             |                         | TV Movie      |
| 2001        | Una ciudad de otro mundo       | TVE                         |                         | TV Movie      |
| 2010        | Los protegidos                 | Silvestre Sánchez Hernández | Antena 3                | 2 episodios   |
| 2011        | Homicidios                     |                             | Telecinco               | 1 episodio    |
| 2012        | La fuga                        | Dr. Álvaro Vidal            | Telecinco               | 10 episodios  |
| 2013 - 2014 | Amar es para siempre           | Daniel Hoyos Riquelme       | Antena 3                | 57 episodios  |
| 2014        | Los misterios de Laura         | Félix de Uña                | TVE                     | 1 episodio    |
| 2016        | El padre de Caín               | Sargento Delgado            | Telecinco               | 2 episodios   |
| 2016        | Víctor Ros                     | Don José                    | TVE                     | 1 episodio    |
| 2018        | El Continental                 |                             | TVE                     | 3 episodios   |
| 2019        | Secretos de estado             | Javier Benito               | Telecinco               | 13 episodios  |
| 2019        | La caza. Monteperdido          | Rafael Grau                 | TVE                     | 8 episodios   |
| 2019 - 2020 | Servir y proteger              | Andrés Coll                 | TVE                     | 172 episodios |
| 2020        | Madres. Amor y vida            | Javier                      | Prime Video / Telecinco | 7 episodios   |

#### Programas de televisión
| Año/s           | Programa         | Cadena    | Ocasiones    |
| --------------- | ---------------- | --------- | ------------ |
| 2007-2009, 2012 | Pasapalabra      | Telecinco | 12 ocasiones |
| 2005            | La mandrágora    | La 2      | 1 ocasión    |
| 2002            | Versión Española | La 2      | 1 ocasión    |

### Largometrajes
| Año  | Título                        | Personaje        | Dirección                            |
| ---- | ----------------------------- | ---------------- | ------------------------------------ |
| 1998 | Vivir así                     |                  | Luis Martínez                        |
| 1998 | A los que aman                | Maestro joven    | Isabel Coixet                        |
| 1999 | Todo sobre mi madre           | Farmacéutico     | Pedro Almodóvar                      |
| 1999 | Shacky Carmine                | PK               | Chema de la Peña                     |
| 2001 | ¿Tú qué harías por amor?      | Lobo Rosario     | Carlos Saura Medrano                 |
| 2001 | Tuno negro                    | Trucha           | Pedro L. Barbero y Vicente J. Martín |
| 2001 | Año cero                      |                  | Daniel Múgica                        |
| 2014 | Las ovejas no pierden el tren | Luis             | Álvaro Fernández Armero              |
| 2015 | B, la película                | Enrique Santiago | David Ilundáin                       |
| 2018 | Alegría, tristeza             | Manuel           | Ibon Cormenzana                      |
| 2018 | Ola de crímenes               | Padre de Julen   | Gracia Querejeta                     |

### Cortometrajes
| Año  | Título                         | Personaje   | Dirección                      |
| ---- | ------------------------------ | ----------- | ------------------------------ |
| 1999 | Húmedo                         |             | Laura Lindon                   |
| 1999 | R.I.P. el ladrón de bicicletas | Travesti    | Pepe Pereza                    |
| 1999 | Vamos a dejarlo                |             | Daniela Féjerman e Inés París  |
| 2000 | La cartera                     | Pobre       | Miguel Martí                   |
| 2001 | Una feliz Navidad              | Luis        | Julio Díez                     |
| 2001 | Dentro                         | Ramón       |                                |
| 2003 | Al pasar la barca              |             | Antonio Delgado Liz            |
| 2011 | Photo                          | Cliente     | J. Enrique Sánchez             |
| 2013 | Yo no soy como tú              | Álvaro      | Alberto Rodríguez de la Fuente |
| 2015 | La despedida                   |             | David Cortázar y María Guerra  |
| 2017 | Vico Bergman                   | Don Agustín | Chechu León y Diego Pérez      |
| 2019 | La carrera                     |             | Sara Polo                      |
| 2020 | Amianto                        | Pedro       | Javier Marco                   |

### Teatro
- La rosa de papel, de Valle-Inclán (1985)

- La cabeza del Bautista, de Valle-Inclán (1985)
- Ligazón, de Valle-Inclán (1985)
- Los niños, de Diego Salvador (1985)
- Tours La Cubana, con la compañía La Cubana (1986)
- El serrallo, de Miguel Cobaleda (1987)
- La feria, con la compañía Karpas. Espectáculo de Mimo (1989)
- Las troyanas, de Eurípides Dir. Félix Belencoso (1989)
- Marat-Sade, de Peter Weiss Dir. Félix Belencoso (1991)
- Otro sueño de una noche de verano Dir. Félix Belencoso(1992-1993)
- La odisea fantástica de Ulises Jones. Espectáculo infantil. Dir. Félix Belencoso (1994)
- Esperando a Godot, de Samuel Beckett. Dir. Rodolfo Cortizo (1995)
- La sonata de los espectros, de August Strindberg (1996)
- Marat-Sade, de Peter Weiss. Dir. José Carlos Plaza (1998)
- La mujer de negro. Dir. Rafael Calatayud Belenguer (2000)
- Roberto Zucco. Dir. Lluís Pasqual (2005)
- Sangre Lunar, como Manuel Gamero; de José Sanchís Sinisterra (2006)
- Splendis's. Dir. José Carlos Plaza (2007)
- La importancia de llamarse Ernesto, de Oscar Wilde. Dir. Eduardo Galán (2007-2008)
- Luz de gas, como Jack Manningham. Dir. Juanjo Granda (2009)
- La disolución de Dominic Boot, de Tom Stoppard. Lecturas radiofónicas (2010)
- El puente de Albert, de Tom Stoppard. Lecturas radiofónicas (2010)
- El galán fantasma. Dir. Mariano de Paco (2010-2011)
- La venganza de Don Mendo. Dir. Paco Mir (2011)
- Anfitrión, como Júpiter; de Plauto. Dir. Eduardo Galán y Juan Carlos Pérez de la Fuente (2012)
- Última edición, como Fuentes; de Eduardo Galán y Gabriel Olivares. Dir. Gabriel Olivares (2013)
- No se elige ser un héroe, como Ernesto; de David Desola. Dir. Roberto Cerdá (2013-2014)
- Pieza inconclusa para sofá y dos cuerpos, como Diego; Dir. Mariano Rochman (2014)
- Más apellidos vascos. Dir. Gabriel Olivares. (2015)
- La Cocina. Dir. Sergio Peris-Mencheta. (2016)
- Ella en mi cabeza, como Klimovsky. Dir. Gabriel Olivares. (2016-2017)
- Las bicicletas son para el verano, de Fernando Fernán Gómez; dir. César Oliva (2017).
- 1940. Manuscrito encontrado en el olvido, dirigida por Tolo Ferrá (2020-2021).

## Premios y nominaciones
- Nominado a mejor actor secundario en los premios Unión de Actores por el papel de Mikel Miralles en El comisario (2006)